# 쓰카모토 히데키
쓰카모토 히데키(일본어: 塚本 秀樹, 1973년 8월 9일 ~ )는 일본의 전 축구 선수이다.

## 구단 경력
과거 아비스파 후쿠오카, V-파렌 나가사키에서 활동하였다.